# Cosmoscarta exultans
Cosmoscarta exultans är en insektsart som först beskrevs av Walker 1858.  Cosmoscarta exultans ingår i släktet Cosmoscarta och familjen spottstritar. Inga underarter finns listade i Catalogue of Life.